# Сесилия Атиас
Сесилия Атиас (на френски: Cécilia María Sara Isabel Attias, с рождено име Сесилия Мария Сара Изабел Сиганер, по-късно Сиганер-Албениз, до 18 октомври 2007 г. Сесилия Саркози, на испански името Albéniz се произнася Албенис) е втората съпруга на Никола Саркози.

## Семейство и детство
Баща ѝ Андре Сиганер (с рождено име Арон Шуганов) е от румънско-ромски и руско-еврейски произход. Той се премества от Одеса в Париж, където става успешен кожухар. Майка ѝ Тересита (Диана) Албенис де Суерт е от испанско-белгийски произход. Тя е дъщеря на Алфонсо Албенис Хордана, испански дипломат, който е играл за футболния отбор Реал Мадрид в началото на ХХ в. Дядо ѝ е известният испански композитор Исак Албенис и Паскуал.
Сесилия Саркози има трима по-големи братя. Патрик работи в НАСА, Кристиан е бизнес консултант, а Иван Антоан е директор по продажбите на „Мовистар“ Перу.
Когато Сесилия е дете, тя страда от сърдечни проблеми, което забавя растежа ѝ. Правят ѝ операция на сърцето, когато е на 13-годишна възраст и тя бързо си наваксва. Сега тя е висока 1,78 м.
Сесилия учи пиано (получила е първа награда в Консерваторията) и става бакалавър, след като учи 13 години във френско религиозно учебно заведение – „Сестрите от Любек“. Тя следва право в Университет Париж-II: Пантеон-Асас. По онова време Сесилия си изкарва прехраната от случайни работи – например в комуникациите, и дори е манекен за Шапарели. Тя отпада от правния факултет и става парламентарен асистент на сенатора от демократичната левица Рене Тузе, приятел на брат ѝ.

## Бракове
Сесилия се омъжва за популярния френски телевизионен водещ Жак Мартен на 10 август 1984 г. Гражданският им брак се регистрира в Ньой от тогавашния кмет Никола Саркози. Семейство Мартен имат две дъщери – Жюдит Мартен, родена на 22 август 1984 г., и Жана-Мари Мартен, родена на 8 юни 1987 г.
Саркози, който се влюбва в булката по време на венчавката, прекарва следващите 4 години в опити да покори сърцето ѝ. Сесилия най-сетне напуска през 1988 г. Мартен, за да отиде да живее със Саркози, и получава развод през 1989 г. След като и Саркози се развежда през 1996 г., Сесилия се омъжва за него в Ньой на 23 октомври. Свидетели са им Бернар Арно и Мартен Буиг. Шест месеца по-късно – на 28 април 1997 г., Сесилия Саркози ражда единственото дете на двойката – Луи.
През 2005 г. Сесилия има придобила обществена разгласа връзка с директора на компанията „Пюблисис“ Ришар Атиа. В началото на 2006 г. обаче тя се връща при съпруга си, който същевременно има връзка с журналистката от вестник Фигаро Ан Фюлда.
На 18 октомври 2007 се развежда със съпруга си Никола Саркози.

## Политическа роля
През 2004 г., когато Саркози е министър на икономиката, Сесилия става негов технически съветник. Тя няма никаква официална длъжност в партията на съпруга си Съюз за народно движение, но по време на кандидат-президентската му кампания през 2007 г. има свой офис в неговата щабквартира.
В цензурирана статия във вестник Журнал дьо диманш се казва, че тя не е отишла да гласува по време на втория тур от президентските избори.
След като Никола Саркози печели изборите, Сесилия често се изявява на обществени места като Първа дама. Тя обаче е критикувана задето е използвала кредитна карта от Елисейския дворец за развлекателни цели. Тя връща картата през юли 2007 г., след като депутатът от левицата Рене Досиер отправя парламентарно питане по въпроса, дали г-жа Саркози може да тегли пари. Тя също така предизвиква смущение, когато наема двама нелегални имигранти, за да направят промени в една от президентските резиденции. Никола Саркози е избран, след като обещава твърда политика по отношение на имиграцията.
Сесилия Саркози посещава Либия на 12 – 13 юли, където се среща с ръководителя на страната полковник Муамар Кадафи и с осъдените на смърт български медицински сестри.
След второто си посещение в Либия на 24 юли 2007, заедно с Бенита Фереро-Валднер и Клод Геан, Сесилия Саркози отлита за България, заедно с осъдените в Либия български медицински сестри и лекари.

## Други
- На 18 септември 2007 г. е наградена с орден „Стара планина“ първа степен „за изключително големите ѝ заслуги за разрешаване на казуса с българските медици във Великата социалистическа народна Либийска арабска Джамахирия и за завръщането им в Република България.“